# Nixon Moreno
Nixon Moreno (9 de febrero de 1974) fue un dirigente estudiantil venezolano del Movimiento estudiantil 13 de marzo.

## Biografía

### Movimiento estudiantil
Nixon Moreno fue presidente de la Federación de Centros de Estudiantes Universitarios (FCU) de la Universidad de los Andes (ULA) en dos períodos.
Las protestas estudiantiles en Mérida del 24 al 25 de mayo de 2006 se tornaron violentas, resultando en docenas de heridos. El gobierno de Chávez alegó que 31 personas fueron heridas, denunciando la violación de una oficial de policía, y sin aclarar cuántos habían sido policías y cuántos estudiantes, mientras que los estudiantes universitarios denunciaron decenas de heridos y 8 casos de disparo con balas de plástico. Jehyson Guzmán pidió suspender las elecciones universitarias de ese año, alegando que no había buenas condiciones para hacerlas, petición que el Tribunal Supremo de Justicia tomó en cuenta, suspendiendo dichas elecciones, lo cual resultó en un enfrentamiento entre estudiantes y funcionarios universitarios por un lado, y las fuerzas policiales y la Guardia Nacional en el otro.
Los líderes estudiantiles y universitarios declararon que su autonomía era infringida por la decisión del TSJ de alterar las elecciones estudiantiles y por la entrada de la Guardia Nacional a la propiedad universitaria. Según cables filtrados de WikiLeaks al gobierno de Estados Unidos, el gobierno de Chávez habría respondido atacando a líderes estudiantiles como subversivos infiltrándose en el sector estudiantil, y propagando una teoría conspirativa de que eran parte de una conspiración internacional financiada por el USG para desestabilizar y avergonzar al gobierno de Chávez. Las réplicas de la violencia de las protestas resultaron en  reclamos parlamentarios de conspiración, incluyendo la supuesta participación de grupos de la oposición y candidatos presidenciales.
Después de que el Tribunal Supremo de Justicia decidiera imponer la suspensión de las elecciones estudiantiles en 2006, la dirigencia estudiantil liderada por Moreno protestó por considerar la decisión una intervención de la autonomía universitaria. Nixon fue acusado del intento de violación de una policía, Sofía Aguilar, quien lo identificó como su agresor, y de dejar a varios funcionarios heridos, durante una confrontación con la policía durante las protestas.
En junio de 2006 una comisión de la Asamblea Nacional presidida por el diputado Obdulio Camacho concluyó que no era cierto que Moreno fuera la persona que intentó violar a Sofía. El presidente de la ULA, otras autoridades y reportajes de televisión indican que a la hora de los eventos denunciados por Aguilar, Moreno se encontraba en una clínica al otro extremo de la ciudad tratando una herida en la cara causada por un perdigón de plástico.[cita requerida]
El 13 de marzo de 2007 Nixon solicitó asilo en la Nunciatura Apostólica para evadir su captura. Fue dirigente del movimiento estudiantil que condujo las protestas por el cierre de RCTV y por el referéndum constitucional de 2007 junto a otro dirigentes como Yon Goicoechea, Stalin González, David Smolansky, Ricardo Sánchez, Freddy Guevara, Juan Andrés Mejía, Daniel Ceballos, Miguel Pizarro, y Juan Requesens.
El 11 de junio de 2008 se le concedió asilo confidencialmente, lo cual fue hecho público en septiembre del mismo año. A pesar de esto, el gobierno de Hugo Chávez no le concedió el salvaconducto correspondiente para viajar fuera de Venezuela. El 9 de marzo de 2009 Moreno abandonó el Nuncio Apostólico y actualmente está viviendo en Perú, donde se le ofreció asilo político.[cita requerida]

## Vida personal
Nixon es esposo de la periodista Patricia Poleo.